# Varanus storri
Espèce
Statut CITES
Varanus storri est une espèce de sauriens de la famille des Varanidae.

## Répartition
Cette espèce est endémique d'Australie. Elle se rencontre dans le Territoire du Nord, au Queensland et dans le nord-est de l'Australie-Occidentale.

## Liste des sous-espèces
Selon The Reptile Database (20 avril 2012) :
- Varanus storri ocreatus Storr, 1980
- Varanus storri storri Mertens, 1966

## Étymologie
Cette espèce est nommée en l'honneur de Glen Milton Storr.

## Publications originales
- Mertens, 1966 : Ein neuer Zwergwaran aus Australien. Senckenbergiana biologica, vol. 47, p. 437-441.
- Storr, 1980 : The monitor lizards (genus Varanus Merrem, 1820) of Western Australia. Records of the Western Australian Museum, vol. 8, n. 2, p. 237-293 (texte intégral).